# Tadžikistansko-afganistanski most u Tem-Demoganu
Tadžikistansko-afganistanski most u Tem-Demoganu nalazi se na afganistansko-tadžikistanskoj granici, a premošćuje rijeku Panj.
Otvoren je 3. studenog 2002. . Bio je to prvi od četiri mosta planirana za izgradnju uz pomoć Zaklade Aga Han. Most je koštao 400.000 dolara. 
Tem je mikrodistrikt Horoga, u autonomnoj pokrajini Gorno-Badahšan, Tadžikistan, koji je vrlo rijetko naseljen. Mnogi tamošnji stanovnici su Ismailije, sljedbenici Aga Hana. Demogan je mjesto u Afganistanu.

## Vanjske poveznice
|  | Zajednički poslužitelj ima još gradiva o temi Tadžikistansko-afganistanski most u Tem-Demoganu |